# 1973 no desporto

## Automobilismo
- 22 de abril - Inauguração da pista asfaltada do Autódromo Internacional de Cascavel.
- 10 de junho - Nas 24 Horas de Le Mans, José Carlos Pace termina em 2º lugar. Ele teve o italiano Arturo Merzario como parceiro na Ferrari.[1]
- 5 de agosto - Jackie Stewart vence o GP da Alemanha, em Nürburgring, a 27ª e última vitória do piloto na carreira. O francês François Cevert chega em 2º lugar (13º e último pódio na carreira), José Carlos Pace em 4º, Wilsinho Fittipaldi em 5º e Emerson Fittipaldi termina em 6º lugar. Pela primeira vez na categoria, três pilotos brasileiros pontuaram na prova.[2][3]
- 9 de setembro - Ronnie Peterson vence o GP da Itália, em Monza, e Jackie Stewart termina em 4º lugar sendo campeão da temporada com duas provas de antecedência. É o terceiro e último título na carreira do piloto escocês.[4]
- 6 de outubro - François Cevert perde o controle de seu carro durante o treino para o GP dos Estados Unidos, em Watkins Glen. Ele colidiu na mureta da pista e devido ao impacto, o piloto francês morreu instantaneamente. Por respeito, a equipe Tyrrell retirou-se da corrida e Jackie Stewart despediu-se da categoria num dos dias mais trágicos de sua história e sem atingir a marca histórica de 100 provas.[5][6]

## Ciclismo
- 22 de julho - Luis Ocaña, ciclista espanhol vence a 60ª edição da Volta à França em Bicicleta.[7]

## Futebol
- 26 de agosto - O Santos empata com a Portuguesa em 0 a 0 (0 a 0 no tempo normal e também na prorrogação), no Morumbi, e são declarados campeões paulista. A decisão do campeonato foi nas cobranças de penalidades. Com o placar de 2 a 0 para o Santos, o árbitro Armando Marques encerrou a disputa e decretando a vitória para o Alvinegro Praiano, mas depois o árbitro percebeu o erro quando conferiu a súmula que ainda havia duas cobranças para cada lado e a possibilidade de empate da Portuguesa. Na noite de domingo no estádio do Morumbi, a Federação Paulista de Futebol declara Santos e Portuguesa campeões paulista de futebol, pela primeira vez dois clubes campeões. Esse acabou sendo o último título de Pelé no Santos.[8][9][10][11]

## Nascimentos
| Data            | Nome                       | Profissão                              | Nacionalidade                       | Observações | Ref |
| --------------- | -------------------------- | -------------------------------------- | ----------------------------------- | ----------- | --- |
| 4 de janeiro    | Rosen Kirilov              | futebolista                            | Bulgária                            |             |     |
| 7 de janeiro    | Rafael Dudamel             | futebolista                            | Venezuela                           |             |     |
| 14 de janeiro   | Giancarlo Fisichella       | automobilista                          | Itália                              |             |     |
| 15 de janeiro   | Tomáš Galásek              | futebolista                            | Chéquia                             |             |     |
| 15 de janeiro   | Valerio Bertotto           | futebolista                            | Itália                              |             |     |
| 17 de janeiro   | Cuauhtémoc Blanco          | futebolista                            | México                              |             |     |
| 20 de janeiro   | Ruslan Goncharov           | patinador artístico                    | Ucrânia                             |             |     |
| 21 de janeiro   | Flavio Maestri             | futebolista                            | Peru                                |             |     |
| 22 de janeiro   | Rogério Ceni               | futebolista                            | Brasil                              |             |     |
| 27 de janeiro   | Pablo Paz                  | futebolista                            | Argentina                           |             |     |
| 28 de janeiro   | Nataliya Morozova          | jogadora de vôlei                      | Rússia                              |             |     |
| 1 de fevereiro  | Luísa Parente              | ginasta                                | Brasil                              |             |     |
| 4 de fevereiro  | Oscar de la Hoya           | pugilista                              | Estados Unidos                      |             |     |
| 12 de fevereiro | Marques Batista de Abreu   | futebolista                            | Brasil                              |             |     |
| 14 de fevereiro | Yuka Satō                  | patinadora artística                   | Japão                               |             |     |
| 16 de fevereiro | Cathy Freeman              | atleta                                 | Austrália                           |             |     |
| 18 de fevereiro | Claude Makelele            | futebolista                            | França · República do Congo (nasc.) |             |     |
| 18 de fevereiro | Irina Lobacheva            | patinadora artística                   | Rússia                              |             |     |
| 21 de fevereiro | Paulo Roberto Rink         | futebolista                            | Brasil                              |             |     |
| 22 de fevereiro | Shota Arveladze            | futebolista                            | Geórgia                             |             |     |
| 23 de fevereiro | Tatyana Gracheva           | jogadora de vôlei                      | Rússia                              |             |     |
| 24 de fevereiro | Jordan Jovtchev            | ginasta                                | Bulgária                            |             |     |
| 26 de fevereiro | Ole Gunnar Solskjær        | futebolista                            | Noruega                             |             |     |
| 28 de fevereiro | Nicolas Minassian          | automobilista                          | França                              |             |     |
| 28 de fevereiro | Alexandre da Silva Mariano | futebolista                            | Brasil                              |             |     |
| 1 de março      | Arnd Meier                 | automobilista                          | Alemanha                            |             |     |
| 7 de março      | Jason Bright               | automobilista                          | Austrália                           |             |     |
| 13 de março     | Edgar Davids               | futebolista                            | Países Baixos                       |             |     |
| 15 de março     | Agustín Aranzábal          | futebolista                            | Espanha                             |             |     |
| 8 de março      | Ânderson Lima Veiga        | futebolista                            | Brasil                              |             |     |
| 19 de março     | Magnus Hedman              | futebolista                            | Suécia                              |             |     |
| 23 de março     | Jacek Bąk                  | futebolista                            | Polónia                             |             |     |
| 23 de março     | Jerzy Dudek                | futebolista                            | Polónia                             |             |     |
| 24 de março     | Marcelo Delgado            | futebolista                            | Argentina                           |             |     |
| 26 de março     | Ivica Kralj                | futebolista                            | Montenegro                          |             |     |
| 27 de março     | Rui Jorge                  | futebolista                            | Portugal                            |             |     |
| 28 de março     | Eddie Fatu                 | wrestler                               | Samoa                               |             |     |
| 29 de março     | Sebastiano Siviglia        | futebolista                            | Itália                              |             |     |
| 29 de março     | Marc Overmars              | futebolista                            | Países Baixos                       |             |     |
| 30 de março     | Jan Koller                 | futebolista                            | Chéquia                             |             |     |
| 1 de abril      | Pablo Zegarra              | futebolista                            | Peru                                |             |     |
| 1 de abril      | Cristiano Doni             | futebolista                            | Itália                              |             |     |
| 4 de abril      | Loris Capirossi            | motociclista                           | Itália                              |             |     |
| 7 de abril      | Marco Delvecchio           | futebolista                            | Itália                              |             |     |
| 8 de abril      | Riadh Bouazizi             | futebolista                            | Tunísia                             |             |     |
| 10 de Abril     | Roberto Carlos             | futebolista                            | Brasil                              |             |     |
| 12 de abril     | Roberto Ayala              | futebolista                            | Argentina                           |             |     |
| 12 de abril     | Christian Panucci          | futebolista                            | Itália                              |             |     |
| 13 de abril     | Eduardo Sebrango           | futebolista                            | Cuba                                |             |     |
| 13 de abril     | Gustavo López              | futebolista                            | Argentina                           |             |     |
| 15 de abril     | Robert Scheidt             | velejador                              | Brasil                              |             |     |
| 15 de abril     | Teddy Lučić                | futebolista                            | Suécia                              |             |     |
| 18 de abril     | Haile Gebrselassie         | maratonista                            | Etiópia                             |             |     |
| 18 de abril     | Danrlei                    | futebolista                            | Brasil                              |             |     |
| 26 de abril     | Lee Woon-Jae               | futebolista                            | Coreia do Sul                       |             |     |
| 28 de abril     | Pauleta                    | futebolista                            | Portugal                            |             |     |
| 29 de abril     | David Belle                | fundador do movimento parkour          | França                              |             |     |
| 1 de maio       | Oliver Neuville            | futebolista                            | Alemanha                            |             |     |
| 3 de maio       | Michael Reiziger           | futebolista                            | Países Baixos                       |             |     |
| 4 de maio       | Guillermo Barros Schelotto | futebolista                            | Argentina                           |             |     |
| 7 de maio       | Tomas Antonelius           | futebolista                            | Suécia                              |             |     |
| 8 de maio       | Jesús Arellano             | futebolista                            | México                              |             |     |
| 10 de maio      | Rüştü Reçber               | futebolista                            | Turquia                             |             |     |
| 10 de maio      | Youssef Chippo             | futebolista                            | Marrocos                            |             |     |
| 19 de maio      | Dario Franchitti           | automobilista                          | Escócia                             |             |     |
| 24 de maio      | Vladimír Šmicer            | futebolista                            | Chéquia                             |             |     |
| 29 de maio      | Alpay Özalan               | futebolista                            | Turquia                             |             |     |
| 8 de junho      | Radu Rebeja                | futebolista                            | Moldávia                            |             |     |
| 12 de junho     | Victor Ikpeba              | futebolista                            | Nigéria                             |             |     |
| 12 de junho     | Takis Fyssas               | futebolista                            | Grécia                              |             |     |
| 15 de junho     | Tore André Flo             | futebolista                            | Noruega                             |             |     |
| 16 de junho     | Sandra                     | ex-vôlei de praia                      | Brasil                              |             |     |
| 16 de junho     | Michel Pensée              | futebolista                            | Camarões                            |             |     |
| 4 de julho      | Anjelika Krylova           | patinadora artística                   | Rússia                              |             |     |
| 4 de julho      | Jan Magnussen              | automobilista                          | Dinamarca                           |             |     |
| 4 de julho      | Tony Popović               | futebolista                            | Austrália                           |             |     |
| 5 de julho      | Marcus Allbäck             | futebolista                            | Suécia                              |             |     |
| 7 de julho      | Tina Paulino               | atleta, meio-fundista                  | Moçambique                          |             |     |
| 10 de julho     | Dida                       | futebolista                            | Brasil                              |             |     |
| 11 de julho     | Konstantinos Kenteris      | atleta                                 | Grécia                              |             |     |
| 12 de julho     | Christian Vieri            | futebolista                            | Itália                              |             |     |
| 20 de julho     | Claudio Reyna              | ex-futebolista                         | Estados Unidos                      |             |     |
| 21 de julho     | Mandy Wötzel               | patinadora artística                   | Alemanha                            |             |     |
| 24 de julho     | Johan Micoud               | ex-futebolista                         | França                              |             |     |
| 25 de julho     | Igli Tare                  | ex-futebolista                         | Albânia                             |             |     |
| 25 de julho     | Kenny Roberts Jr           | motociclista                           | Estados Unidos                      |             |     |
| 29 de julho     | Marian Hristov             | futebolista                            | Bulgária                            |             |     |
| 30 de julho     | Ümit Davala                | ex-futebolista                         | Turquia                             |             |     |
| 1 de agosto     | Gregg Berhalter            | futebolista                            | Estados Unidos                      |             |     |
| 4 de agosto     | Eric Deflandre             | futebolista                            | Bélgica                             |             |     |
| 4 de agosto     | Marcos                     | futebolista                            | Brasil                              |             |     |
| 5 de agosto     | Laurent Rédon              | automobilista                          | França                              |             |     |
| 6 de agosto     | Sandro Goiano              | futebolista                            | Brasil                              |             |     |
| 7 de agosto     | Kevin Muscat               | futebolista                            | Inglaterra                          |             |     |
| 9 de agosto     | Filippo Inzaghi            | futebolista                            | Itália                              |             |     |
| 10 de agosto    | Javier Zanetti             | futebolista                            | Argentina                           |             |     |
| 11 de agosto    | Dutra                      | futebolista                            | Brasil                              |             |     |
| 12 de agosto    | Mark Iuliano               | futebolista                            | Itália                              |             |     |
| 14 de agosto    | Jay-Jay Okocha             | futebolista                            | Nigéria                             |             |     |
| 14 de agosto    | Jared Borgetti             | futebolista                            | México                              |             |     |
| 16 de agosto    | Manuel Bucuane (Tico-Tico) | futebolista                            | Moçambique                          |             |     |
| 18 de agosto    | Sandro Sotilli             | futebolista                            | Brasil                              |             |     |
| 18 de agosto    | Victoria Coren             | jogadora de pôquer, jornalista         | Inglaterra                          |             |     |
| 19 de agosto    | Marco Materazzi            | futebolista                            | Itália                              |             |     |
| 20 de agosto    | Alexandre Silveira Finazzi | futebolista                            | Brasil                              |             |     |
| 22 de agosto    | Eurelijus Žukauskas        | jogador de basquete                    | Lituânia                            |             |     |
| 24 de agosto    | Inge de Bruijn             | nadadora                               | Países Baixos                       |             |     |
| 27 de agosto    | Rosane Budag               | atiradora                              | Brasil                              |             |     |
| 27 de agosto    | Dietmar Hamann             | futebolista                            | Alemanha                            |             |     |
| 29 de agosto    | Olivier Jacque             | motociclista                           | França                              |             |     |
| 2 de setembro   | Savo Milošević             | futebolista                            | Sérvia · Iugoslávia (nasc.)         |             |     |
| 5 de setembro   | Corneliu Papură            | futebolista                            | Roménia                             |             |     |
| 6 de setembro   | Carlo Cudicini             | futebolista                            | Itália                              |             |     |
| 6 de setembro   | Greg Rusedski              | ex-tenista                             | Canadá                              |             |     |
| 8 de setembro   | Khamis Al-Owairan          | futebolista                            | Arábia Saudita                      |             |     |
| 10 de setembro  | Ferdinand Coly             | futebolista                            | Senegal                             |             |     |
| 10 de setembro  | Vikash Dhorasoo            | futebolista                            | França                              |             |     |
| 10 de setembro  | Ghada Shouaa               | atleta, heptatleta                     | Síria                               |             |     |
| 13 de setembro  | Fabio Cannavaro            | futebolista                            | Itália                              |             |     |
| 13 de setembro  | Marcelinho Paulista        | futebolista                            | Brasil                              |             |     |
| 18 de setembro  | Aitor Karanka              | futebolista                            | Espanha                             |             |     |
| 18 de setembro  | Mário Jardel               | futebolista                            | Brasil                              |             |     |
| 19 de setembro  | José Azevedo               | ciclista                               | Portugal                            |             |     |
| 19 de setembro  | Cristiano da Matta         | automobilista                          | Brasil                              |             |     |
| 21 de setembro  | Oswaldo Sánchez            | futebolista                            | México                              |             |     |
| 22 de setembro  | Zhao Hongbo                | patinador artístico                    | China                               |             |     |
| 23 de setembro  | René Lohse                 | patinador artístico                    | Alemanha                            |             |     |
| 27 de setembro  | Vratislav Lokvenc          | futebolista                            | Chéquia                             |             |     |
| 7 de outubro    | Dida                       | futebolista                            | Brasil                              |             |     |
| 7 de outubro    | Sami Hyypiä                | futebolista                            | Finlândia                           |             |     |
| 14 de outubro   | Cláudio Roberto Souza      | corredor                               | Brasil                              |             |     |
| 15 de outubro   | Aleksandr Filimonov        | futebolista                            | Rússia                              |             |     |
| 18 de outubro   | Michalis Kapsis            | futebolista                            | Grécia                              |             |     |
| 18 de outubro   | Alex Tagliani              | automobilista                          | Canadá                              |             |     |
| 22 de outubro   | Andrés Palop               | futebolista                            | Espanha                             |             |     |
| 24 de outubro   | Vincent Candela            | ex-futebolista                         | França                              |             |     |
| 29 de outubro   | Robert Pirès               | futebolista                            | França                              |             |     |
| 30 de outubro   | Adam Copeland              | wrestler                               | Canadá                              |             |     |
| 7 de novembro   | Martín Palermo             | futebolista                            | Argentina                           |             |     |
| 8 de novembro   | Marat Zakirov              | jogador de pólo aquático               | Rússia                              |             |     |
| 9 de novembro   | Zisis Vryzas               | futebolista                            | Grécia                              |             |     |
| 10 de novembro  | Patrik Berger              | futebolista                            | Chéquia                             |             |     |
| 12 de novembro  | Ibrahim Ba                 | futebolista                            | Senegal                             |             |     |
| 16 de novembro  | Christian Horner           | ex-automobilista e dirigente esportivo | Reino Unido                         |             |     |
| 16 de novembro  | Mathieu Bozzetto           | snowboarder                            | França                              |             |     |
| 17 de novembro  | Alexei Urmanov             | patinador artístico                    | Rússia                              |             |     |
| 17 de novembro  | Bernd Schneider            | futebolista                            | Alemanha                            |             |     |
| 18 de novembro  | Darko Kovačević            | futebolista                            | Sérvia                              |             |     |
| 20 de novembro  | Fabio Galante              | futebolista                            | Itália                              |             |     |
| 25 de novembro  | Martin Rettl               | piloto de skeleton                     | Áustria                             |             |     |
| 26 de novembro  | Batata                     | futebolista                            | Brasil                              |             |     |
| 26 de novembro  | John Zimmerman             | patinador artístico                    | Estados Unidos                      |             |     |
| 29 de novembro  | Ryan Giggs                 | futebolista                            | País de Gales                       |             |     |
| 30 de novembro  | Jason Reso                 | wrestler                               | Canadá                              |             |     |
| 2 de dezembro   | Monica Seles               | tenista                                | Sérvia · Iugoslávia (nasc.)         |             |     |
| 12 de dezembro  | Gary Breen                 | futebolista                            | Irlanda                             |             |     |
| 14 de dezembro  | Tomasz Radzinski           | futebolista                            | Canadá                              |             |     |
| 15 de dezembro  | Surya Bonaly               | patinadora artística                   | França                              |             |     |
| 15 de dezembro  | Will                       | futebolista                            | Brasil                              |             |     |
| 18 de dezembro  | Ilia Averbukh              | patinador artístico                    | Rússia                              |             |     |
| 21 de dezembro  | Matías Almeyda             | futebolista                            | Argentina                           |             |     |
| 23 de dezembro  | Narciso                    | futebolista                            | Brasil                              |             |     |
| 27 de dezembro  | Mehdi Pashazadeh           | futebolista                            | Irão                                |             |     |
| 28 de dezembro  | Alex Coomber               | piloto de skeleton                     | Reino Unido                         |             |     |
| 30 de dezembro  | Dimba                      | futebolista                            | Brasil                              |             |     |
| 30 de dezembro  | Ato Boldon                 | atleta                                 | Trinidad e Tobago                   |             |     |

## Mortes
| Data          | Nome             | Profissão           | Nacionalidade | Observações | Ref |
| ------------- | ---------------- | ------------------- | ------------- | ----------- | --- |
| 14 de maio    | Fritz Kachler    | patinador artístico | Áustria       | n. 1888     |     |
| 29 de julho   | Roger Williamson | automobilista       | Inglaterra    | n. 1948     |     |
| 2 de outubro  | Paavo Nurmi      | atleta, fundista    | Finlândia     | n. 1897     |     |
| 6 de outubro  | François Cévert  | automobilista       | França        | n. 1944     |     |
| 25 de outubro | Abebe Bikila     | atleta, maratonista | Etiópia       | n. 1932     |     |
| 4 de dezembro | Lauri Lehtinen   | atleta, fundista    | Finlândia     | n. 1908     |     |